# Heteroscinis variegata
Heteroscinis variegata är en tvåvingeart som beskrevs av Lamb 1918. Heteroscinis variegata ingår i släktet Heteroscinis och familjen fritflugor.
Artens utbredningsområde är Zimbabwe. Inga underarter finns listade i Catalogue of Life.